# Bobby Stern
Robert Allen „Bobby“ Stern (* 13. Oktober 1952 in Rochester, New York) ist ein amerikanischer Saxophonist des Fusionjazz.

## Leben und Wirken
Stern entstammt einer Musikerfamilie; seine Schwester ist die Sängerin Jennifer Rush. Er lernte als Kind Klarinette spielen und besuchte in seiner Heimatstadt die Highschool of Music and Art. Zusätzlich nahm er Privatunterricht bei Joel Allard. Daneben trat er als Harmonikaspieler und Sänger mit Blues-Bands auf. 1969 zog seine Familie nach Flensburg, wo sein Vater Maurice Stern an der Oper ein Engagement hatte. Er studierte Musik in Lübeck und Mainz. Gemeinsam mit Henryk Darlowski, Reinhard Glöder und Lothar Scharf gründete er die Rockjazz-Gruppe Virgo, mit der er beim Deutschen Jazzfestival Frankfurt auftrat und 1974 und 1975 in Mitteleuropa auf Tournee war. Weiterhin spielte er in der Gruppe Sinto und gründete 1978 mit Roy & Elmer Louis die Latin-Jazz-Band Head, Heart, and Hands, in der er mit Musikern wie Larry Porter, Wolfgang Schmid und Dave King arbeitete und die bis 1980 mehrere Alben veröffentlichte. Anschließend bildete er mit Porter das Quartett Manifestation. 
Nach einem Studienaufenthalt am Berklee College of Music arbeitete er ab 1983 in New York City und nahm Unterricht bei Dave Liebman. Daneben war er an Aufnahmen von Charly Antolini, Joe Gallardo, Wolfhound (mit Wolfgang Schmid und Anne Haigis) sowie der Connexion Latina von Rudi Fuesers beteiligt. Er arbeitete im Studio mit Marvin Gaye, Boney M, Patrick Gammon und Ronnie Spector; mit Peter Maffay und seiner Schwester Jennifer Rush ging er mehrfach auf Tournee. Daneben spielte er mit Thad Jones und Tete Montoliu. In Köln arbeitete er als Komponist, Arrangeur und Musikproduzent. Auf den Alben Bass Station und BassMo2 spielte er zusammen mit der Hip-Hop-Gruppe BassMoBill. 2002 lehrte er an der Hochschule für Musik Mainz, dann zog er in den Süden Floridas, wo er mit regionalen Bands auftrat. 2009 spielte er mit dem Bobby Stern Rough Jazz Trio. Seit 2012 gehört er zum United Jazz + Rock Ensemble von Wolfgang Dauner. 2006 verfasste er das Lehrbuch The Melodic Minor Handbook, A Jazz Player’s Perspective.

## Diskographische Hinweise
- Virgo (Vertigo, 1975)
- Head, Heart & Hands: Flor di Angelo (mood, 1980)
- Ten To 2 (2002)

## Lexigraphische Einträge
- Martin Kunzler: Jazz-Lexikon. Band 2: M–Z (= rororo-Sachbuch. Bd. 16513). 2. Auflage. Rowohlt, Reinbek bei Hamburg 2004, ISBN 3-499-16513-9.